# 16 km (obwód leningradzki)
16 km (ros. 16 км) – przystanek kolejowy w miejscowości Szestnadcatyj kiłomietr, w rejonie wsiewołożskim, w obwodzie leningradzkim, w Rosji. Położony jest na linii z petersburskiego Dworca Ładoskiego do Gor.